# لورنزو براون
لورنزو براون (بالإنجليزية: Lorenzo Brown)‏ مواليد 26 أغسطس 1990، هو لاعب كرة سلة أمريكي يلعب مع فريق مينيسيوتا تيمبر وولفز في الرابطة الوطنية لكرة السلة ويحمل الرقم 7. يبلغ طوله 6 قدم 5 بوصة (2.0 م).

## فرق لعب لها
- فيلادلفيا سفنتي سيكسرز
- مينيسيوتا تيمبر وولفز

## روابط خارجية
- لورنزو براون على موقع إن بي أي (الإنجليزية)
- لورنزو براون على موقع سبورتس رفرنس (الإنجليزية)
- لورنزو براون على موقع كرة السلة الأوروبية.كوم (الإنجليزية)
- لورنزو براون على موقع إي إس بي إن.كوم (الإنجليزية)
- لورنزو براون على موقع كلية كرة السلة في سبورتس رفرنس.كوم (الإنجليزية)
- لورنزو براون على موقع ريلجم (الإنجليزية)
- لورنزو براون على موقع بروبوليرز (الإنجليزية)
- لورنزو براون على موقع سبورتس رفرنس (الإنجليزية)
- لورنزو براون على موقع سبورتس رفرنس (الإنجليزية)
- لورنزو براون على موقع اللجنة الأولمبية الدولية (الإنجليزية)